# Уэнзли, Пенелопа
Пенелопа Уэнзли (англ. Penelope Wensley; род. 18 октября 1946, Тувумба, Квинсленд, Австралия) — австралийский политик и дипломат, 25-й губернатор Квинсленда (2008—2014), посол Австралии во Франции (2005—2008), верховный комиссар Австралии в Индии (2001—2004), постоянный представитель Австралии при Организации Объединённых Наций (1997—2001).

## Биография
Пенелопа Уэнзли училась в Квинслендском университете и с отличием окончила его в 1968 году
(по другим сведениям, в 1967 году), получив степень бакалавра искусств (B.A.).
С 1968 года началась дипломатическая карьера Пенелопы Уэнзли. В 1969—1973 годах она работала в посольстве Австралии в Париже — 3-м, 2-м и 1-м секретарём. В 1975—1977 годах она работала заместителем австралийской миссии в Мехико (Мексика). В 1982—1985 годах Уэнзли была заместителем верховного комиссара Австралии в Новой Зеландии. В 1986—1988 годах она была генеральным консулом Австралии в Гонконге. В 1993—1996 годах Уэнзли была послом и постоянным представителем Австралии при миссии Организации объединённых наций в Женеве (Швейцария). Помимо этого, в 1992—1996 годах она работала в должности посла, отвечающего за охрану окружающей среды (англ. Ambassador for the Environment).
8 августа 1997 года министр иностранных дел Австралии Александр Даунер объявил о назначении Пенелопы Уэнзли постоянным представителем Австралии при Организации Объединённых Наций — она стала первой женщиной на этом посту. 28 августа 2001 года Даунер объявил о назначении Уэнзли верховным комиссаром Австралии в Индии. 14 января 2005 года Даунер объявил о назначении Уэнзли послом Австралии во Франции.
В начале июля 2008 года было объявлено, что Пенелопа Уэнзли станет 25-м губернатором Квинсленда, заменив на этом посту Квентин Брайс, которую назначили генерал-губернатором Австралии. Уэнзли вступила в должность губернатора 29 июля 2008 года. В январе 2013 года было объявлено, что срок её губернаторских полномочий продлевается на один год, до июля 2014 года. Уэнзли проработала губернатором Квинсленда ровно шесть лет, до 29 июля 2014 года.
В январе 2001 года Пенелопа Уэнзли стала офицером ордена Австралии (A.O.), а в январе 2011 года она стала компаньоном ордена Австралии (A.C.). В 2009 году она стала великим офицером французского ордена «За заслуги». Пенелопе Уэнзли были присвоены степени почётного доктора Квинслендского университета (1994), Университета Гриффита (2008), Квинслендского технологического университета (2011) и Университета Джеймса Кука (2013).